# Aloyse
Aloyse est un prénom d'origine germanique. C'est aussi un dérivé du prénom Louise en breton.
Le prénom Aloyse est d'origine germanique. Il peut aussi s'écrire Aloys. Ce prénom est dérivé de « al » et « wis », et veut dire « sage ».